# مغارة سوريك

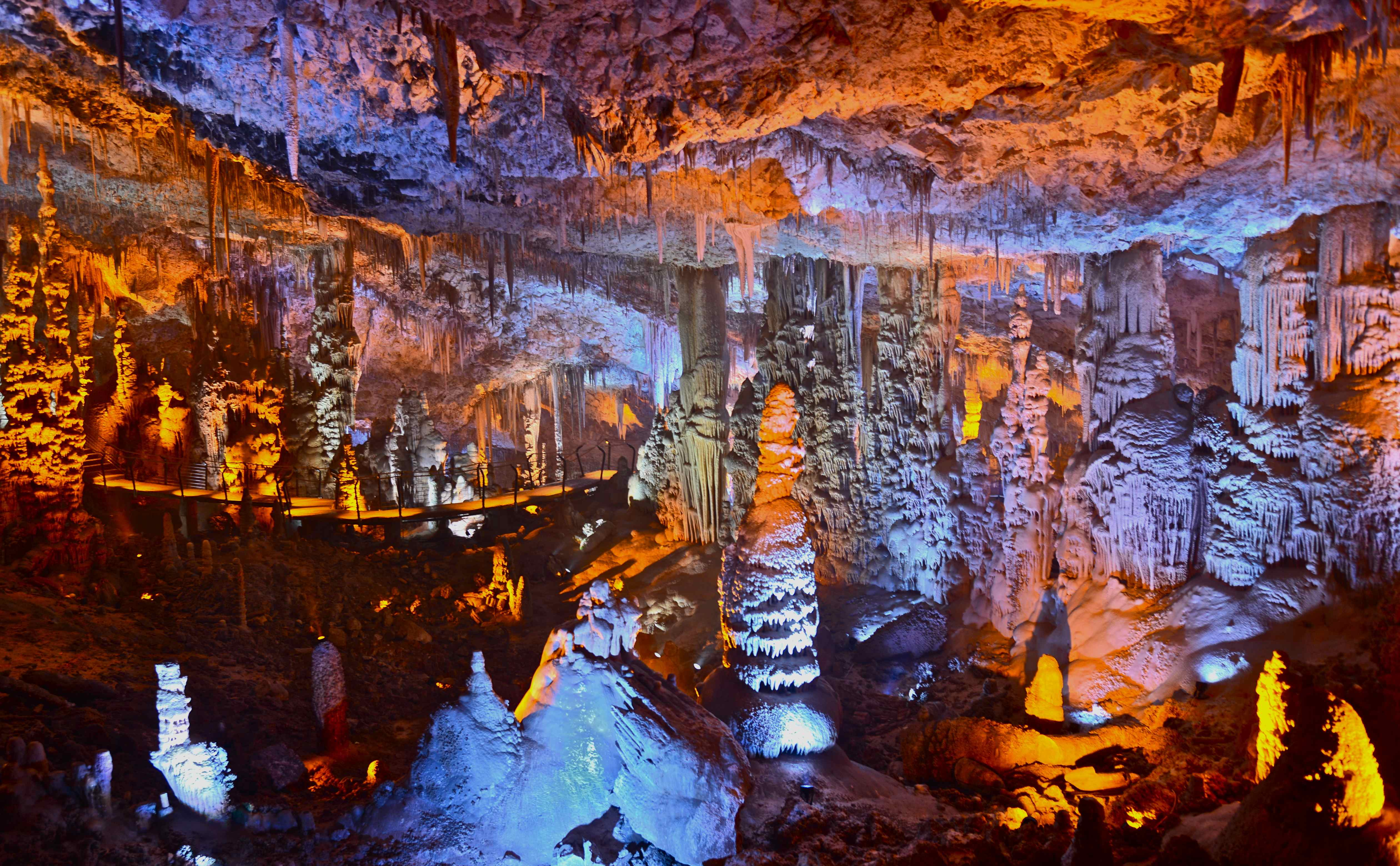
مغارة سوريك في القدس

مغارة سوريك، أو كهف الحليمات العليا أو مغارة الشموع، كهف يقع في القدس على المنحدرات الغربية لجبال فلسطين في منطقة قرية بيت سوريك. مساحته حوالي 5000 متر مربع. اكتشفت هذه المغارة بطريق الخطأ في أيار (مايو) عام 1968، وذلك أثناء تفجير من التفجيرات وظل بعد اكتشافه سر لا يعرفه أحد لأسباب غير معلومة. ويقول علماء الجيولوجيا أن هذه المغارة تشكّلت منذ حوالي 25 مليون سنة مضت. تشبه مغارة سوريك مغارة جعيتا في لبنان إلى حدٍ بعيد، وهي تحت سيطرة الاحتلال الإسرائيلي.

## خصائصه الجغرافية
درجات الحرارة داخل الكهف ثابتة لا تتغير على مدار العام. في الداخل هناك هوابط من سقف المغارة ووصواعد من الأرض، تلتحم الهوابط مع الصواعد أحياناً محدثةً تشكيلات أخرى تشبه الرفوف أو قطع القماش والفروع والأشكال والرسومات الغريبة. تتشكل الهوابط والصواعد من المياه المتدفقة من السقف إلى الأرضية، ما يتسبب بذوبان الحجر الجيري. على مدى مئات الآلاف من السنين، تكونت طبقة رقيقة من الكالسيت على السقف وعلى الأرض. مما تعطي الوقت الكافي لتكوين هذه الطبقات الصغيرة التي تضيف وتعمل على تشكيل الأعمدة من كربونات الكالسيوم وتكوين مقرنصات ذات أشكال جميلة.